# Prémio Revelação de Ficção APE/IPLB
O Prémio Revelação de Ficção APE/DGLB é um prémio literário instituído pelo Associação Portuguesa de Escritores. Desde 2005 é designado por Prémio Revelação APE/IPLB, com o patrocínio da Babel.
O prémio é atribuído à melhor obra inédita de autores que nunca publicaram nenhuma obra na modalidade de Ficção, desde 1978 (com interrupções). 

## Vencedores
- 1978 – Mário Duarte com Aquário: reportagens poéticas de um asilo holandês para velhos
- 1979 – Miguel Real com O outro e o mesmo
- 1981 – António Manuel Freire Valente com Para um romance de Clara
- 1982 - Almeida Faria com Cavaleiro Andante
- 1986 – Eunice Cabral com O Azul Deserto da Tarde; José Augusto dos Santos Brás com Vindimas no Capim
- 1987 – Judite Jorge com Notas para um discurso de Amor
- 1988 – Manuel Mengo com O que restou da sereia
- 1989 – Ana Teresa Pereira com As personagens; Alberto Oliveira Pinto com O Senhor de Mompenedo
- 1990 – Carlos Moura com A Sala
- 1991 – Maria do Céu de Menezes Moura com Três Histórias com Final Feliz
- 1994 – Carlos Gouveia e Melo com A Escada; Risoleta Natálio com O Aniversário; Odílio Nunes com Sónia e Nuno, Extractos de uma paixão
- 1996 – António Sampaio Gomes com Crónicas inocentes; Margarida Fonseca Santos com Uma pedra sobre o rio
- 2004 – Filipa Martins com Elogio do passeio público; Gabriel Magalhães com Não tenhas medo do escuro